# Trouble Walkin'
Trouble Walkin' é o terceiro álbum solo do guitarrista norte-americano Ace Frehley e o primeiro após a dissolução do Frehley's Comet. O álbum tem a participação de Peter Criss, ex-baterista do Kiss, além de Sebastian Bach, Rachel Bolan e Dave Sabo, integrantes da banda Skid Row.
O álbum traz a faixa "Hide Your Heart", composta por Paul Stanley para o Kiss, mas a versão da banda só seria lançada alguns dias depois de Trouble Walkin', no álbum Hot In The Shade.

## Faixas
1. "Shot Full Of Rock" (Ace Frehley, Richie Scarlett) – 4:47
2. "Do Ya" (Jeff Lynne) – 3:47
3. "Five Card Stud" (Frehley, Ferrari) – 4:01
4. "Hide Your Heart" (Desmond Child, Paul Stanley, Holly Knight) – 4:33
5. "Lost In Limbo" (Scarlett, Frehley) – 4:10
6. "Trouble Walkin'" (Wray, Brown) – 3:08
7. "2 Young 2 Die" (Frehley, Scarlett) – 4:29
8. "Back To School" (Frehley, John Regan) – 3:43
9. "Remember Me" (Cathcart, Frehley) – 5:01
10. "Fractured III" (Regan, Frehley) – 6:48

## Créditos
- Ace Frehley - Vocal, Guitarra
- Richie Scarlet - Guitarra, Vocal
- John Regan - Baixo, Sintetizador
- Sandy Slavin - Percussão, Bateria
- Anton Fig - Percussão, Bateria
- Peter Criss - Percussão, Vocal
- Rachel Bolan - Vocal
- Peppi Castro - Vocal
- Al Fritsch - Vocal
- Sebastian Bach - Vocal
- Dave Sabo - Vocal
- Pat Sommers - Vocal
- Eddie Kramer - Produtor
- Bob Defrin - Direção de arte
- Larry Freemantle - Design
- Brad Hitz - Fotografia

1. ↑  «Os 25 anos de "Trouble Walkin'", o disco que resume Ace Frehley». Igor Miranda